# Jean-Claude Piumi
Jean-Claude Piumi (27 de maig de 1940 - 24 de març de 1996) fou un futbolista francès.

## Selecció de França
Va formar part de l'equip francès a la Copa del Món de 1966.